# Julius Robert Hoening
Julius Robert Hoening (* 30. Mai 1835 in Elberfeld, Rheinprovinz; † 24. Mai 1904 in Covington, Louisiana) war ein deutschamerikanischer Porträt- und Landschaftsmaler der Düsseldorfer Schule. Er arbeitete auch als Dekorationsmaler und Fotograf.

## Leben

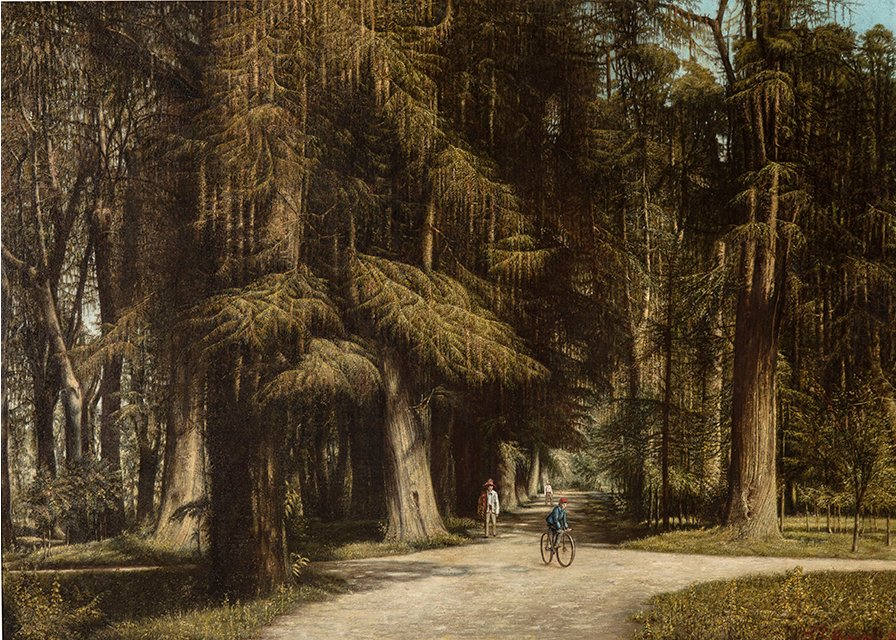
Crossroad in the Forest (Kreuzung im Wald), New Orleans Museum of Art

Hoening studierte an der Kunstakademie Düsseldorf, ehe er 1858 in die Vereinigten Staaten auswanderte. Von Januar 1860 bis 1904 war er in New Orleans aktiv. Dort teilte er sich ein Studio mit den Fotografen B. & G. Moses und unterrichtete Zeichnen mit Tusche und Kreide sowie Aquarell-, Öl- und Pastellmalerei. 1885 gründete er zusammen mit Paul Poincy und Andres Molinary (1847–1915) die Kunstschule der Artists’ Association of New Orleans.
Hoening war vor allem für seine Porträts bekannt, malte aber auch Landschaften und Tiere. Er kombinierte zum Teil Malerei und Fotografie miteinander und wurde auf der Grand State Fair 1870 mit einer Silbermedaille für die besten kolorierten Fotos in Öl und einer Bronzemedaille für die besten Fotos in Tusche ausgezeichnet. Später übernahm er Aufträge für Fresken, sowohl für Privathaushalte als auch öffentliche Einrichtungen wie das French Opera House.